# Klubowe Mistrzostwa Polski w pétanque
Klubowe Mistrzostwa Polski – turniej wyłaniający najlepszy klub pétanque w Polsce. 
Rozgrywany jest w trzech ligach pod patronatem Polskiej Federacji Petanque. W rozgrywkach każdej z dwóch pierwszych lig bierze udział po osiem zespołów. W najniższej klasie rozgrywek pozostała część klubów, przy czym nie może ona liczyć mniej niż 5 reprezentacji. Prawo do udziału w rozgrywkach ligowych mają reprezentacje klubów zrzeszonych w PFP (27 klubów w roku 2012). Zwycięzca I ligi zostaje Klubowym Mistrzem Polski. Do wyższej klasy rozgrywek awansują zawsze 2 zespoły z niższej ligi, zajmując tym samym miejsce dwóch najgorszych ekip wyższej ligi, które to kluby ulegają degradacji.

## Historia Klubowych Mistrzostw Polski
Klubowe Mistrzostwa Polski początkowo znane jako Liga Klubowa zatwierdzone zostały w 2004 r. Tego samego roku rozegrano pierwsze rozgrywki międzyklubowe. Liga rozgrywana była w trzech oddzielnych terminach i na podstawie pojedynków „każdy z każdym” wyłaniano najlepszy klub w Polsce. Zgodnie ustalono, iż Liga Klubowa rozgrywana będzie co roku.
Od 2009 r. Liga zgodnie z decyzją delegatów Kongresu Polskiej Federacji Petanque, zmieniła termin rozgrywania Ligi Klubowej z trzech do jednego weekendu, a o miejscu odbycia się Klubowych Mistrzostw Polski ma decydować konkurs.
Ze względu na powiększającą się liczbę klubów i coraz większe zainteresowanie sportem, w roku 2010 Zarząd PFP wydał uchwałę, że począwszy od sezonu 2011 jeden klub może zgłosić tylko jedną drużynę.
Ponadto Kongres Delegatów w roku 2010 ustanowił, że od sezonu 2012 w każdym meczu ligowym musi grać przynajmniej jedna kobieta.

## Liga Polskiej Federacji Petanque

### 2018
Organizacja Ligi w 2018 roku: 
- I liga i II liga:  TS Liskowiak; ŻKB
- III liga: CHTP-F Chojnice

I liga
1. OKS Sokół Wrocław - Klubowy Mistrz Polski 2018
2. Myślenicki Klub Petanque
3. Żywiecki Klub Boules
4. Towarzystwo Sportowe "Liskowiak" Lisków
5. Uczniowski Parafialny Klub Sportowy "Bula" Kalonka Łódź
6. Śremski Klub Petanque
7. Klub Sportowy Petanque "Broen-Karo" Dzierżoniów ↓
8. Klub Sportowy Petanque Jedlina  ↓

II liga
1. Białostocki Klub Petanque ↑
2. Klub Petanque "Leszczynko" Leszno ↑
3. Gdańskie Stowarzyszenie Petanque "Gdańskie Boule"
4. Śremski Klub Petanque II
5. Śremski Klub Przyjaciół Petanque "Buler" Śrem
6. Dębickie Bractwo Kulkowe
7. Śląski Klub Petanque "Carbon" Katowice ↓
8. Chojnickie Towarzystwo Polsko-Francuskie  ↓

III liga 
1. Petanque Kaliska ↑
2. Klub Graczy Bulowych Łódź ↑
3. Klub Petanque "Ciechan" Ciechanów
4. Chojnickie Towarzystwo POlsko Francuskie
5. Uczniowski Klub Sportowy Petanque Subkowy
6. Lubońska Petanka

### 2017
Organizacja Ligi w 2017 roku: 
- I liga - termin I: TS Liskowiak Lisków, termin II: OKS Sokół Wrocław
- II i III liga - termin I: Klub Petanque Leszczynko, termin II: ChTP-F Chojnice

I liga
1. Żywiecki Klub Petanque - Klubowy Mistrz Polski 2017
2. Klub Sportowy Petanque Jedlina
3. Osiedlowy Klub Sportowy Sokół Wrocław I
4. Myślenicki Klub Petanque
5. Towarzystwo Sportowe Liskowiak Lisków
6. Klub Sportowy Petanque Słowianka Gorzów Wlkp.
7. Uczniowski Parafialny Klub Sportowy Bula Kalonka Łódź
8. Dębickie Bractwo Kulkowe Dębica

II liga
1. Śremski Klub Petanque I
2. Klub Sportowy Broen Caro Dzierżoniów
3. Klub Petanque Leszczynko Leszno I
4. Śląski Klub Petanque Carbon Katowice I
5. Śremski Klub Przyjaciół Petanque Buler Śrem
6. Białostocki Klub Petanque
7. Chojnickie Towarzystwko Polsko-Francuskie Chojnice I
8. Klub Sportowy Petanka Wrocław

III liga 
grupa A 
1. Gdańskie Stowarzyszenie Petanque Gdańskie Boule
2. Sekcja Petanque przy Stowarzyszeniu Domu Miasta Saint-Etienne Katowice
3. Klub Petanki Ciechan Ciechanów
4. Petanque Kaliska
5. Uczniowski Klub Petanque Subkowy
6. Lubońska Petanka

grupa B - wyniki
1. Śremski Klub Petanque II
2. Osiedlowy Klub Sportowy Sokół Wrocław II
3. Śląski Klub Petanque Katowice II
4. Chojnickie Towarzystwo Polsko-Francuskie Chojnice II
5. Klub Petanque Leszczynko Leszno II

### 2016
Organizacja Ligi w 2016 roku: 
- Liga I i II / Klubowe Mistrzostwa Polski 2016- Wrocław, 16-17 lipca 2016r.
- Liga III / Klubowe Mistrzostwa Polski 2016- Gostyń, 16-17 lipca 2016r.

I Liga
1. Myślenicki Klub Pétanque - Klubowy Mistrz Polski 2016
2. Towarzystwo Sportowe "Liskowiak"
3. Żywiecki Klub Boules
4. Klub Sportowy Pétanque „Jedlina”
5. Osiedlowy Klub Sportowy „Sokół” Wrocław
6. Klub Sportowy Pétanque "Słowianka" Gorzów Wlkp.
7. Klub Sportowy Pétanque „Broen-Karo”
8. Śremski Klub Petanque

II Liga 
1. Uczniowski Parafialny Klub Sportowy „Bula” Kalonka Łódź
2. Dębickie Bractwo Kulkowe
3. Śremski Klub Przyjaciół Pétanque „Buler”
4. Śląski Klub Pétanque „Carbon”
5. Klub Sportowy „Petanka” Wrocław
6. Chojnickie Towarzystwo Polsko-Francuskie
7. Gdańskie Stowarzyszenie Pétanque „Gdańskie Boule”
8. Klub Petanki „Ciechan" Ciechanów

III Liga
1. Śremski Klub Pétanque (brak awansu, drużyna w lidze wyższej)
2. Białostocki Klub Pétanque
3. Klub Pétanque „Leszczynko”
4. Petanque Kaliska
5. Stowarzyszenie Kultury Fizycznej „Sudety Pétanque Boguszów-Gorce”
6. Jeleniogórski Klub Pétanque
7. Sekcja Pétanque przy Stowarzyszeniu Domu Miasta Saint-Etienne w Katowicach
8. Lubońska Petanka
9. Klub Sportowy Puenta Góra

### 2015
Organizacja Ligi w 2015 roku: 
- Liga I i II / Klubowe Mistrzostwa Polski 2015 - Śrem, 04-05 lipca 2015r.
- Liga III / Klubowe Mistrzostwa Polski 2015 - Chojnice, 04-05 lipca 2015r.

I Liga 
1. OKS „Sokół" Wrocław - Klubowy Mistrz Polski 2015
2. KS Petanque „Słowianka" Gorzów Wlkp.
3. Żywiecki Klub Boules
4. Śremski Klub Petanque
5. Myślenicki Klub Petanque
6. KSP „BROEN-KARO" Dzierżoniów
7. ŚKPP „Buler" Śrem
8. KS „Petanka" Wrocław

II Liga 
1. TS "Liskowiak" Lisków
2. KS Petanque Jedlina-Zdrój
3. Dębickie Bractwo Kulkowe
4. UPKS „Bula" Kalonka Łódź
5. Klub Petanki Ciechan
6. Gdańskie Stowarzyszenie Petanque „Gdańskie Boule”
7. Sekcja Pétanque przy SDM S-E w Katowicach
8. SKF „Sudety Petanque" Boguszów-Gorce

III Liga 
Grupa A 
1. Chojnickie Towarzystwo Polsko-Francuskie  1
2. Wiejski Klub Sportowy „Sprint” w Owidzu
3. Śremski Klub Petanque
4. Warszawski Klub Gry W Petanque „Ule-Boules” 1
5. Białostocki Klub Petanque
6. Śląski Klub Petanque CARBON 2
7. Petanque Szczecin

Grupa B 
1. Chojnickie Towarzystwo Polsko-Francuskie  3
2. Śląski Klub Petanque CARBON 1
3. Chojnickie Towarzystwo Polsko-Francuskie  2
4. OKS „Sokół" Wrocław
5. Warszawski Klub Gry W Petanque „Ule-Boules” 2
6. Lubońska Petanka

Baraż: 
Wiejski Klub Sportowy „Sprint” w Owidzu - Śląski Klub Petanque CARBON 1                5:7

### 2014
Organizacja Ligi w 2014 roku: 
- Liga I i II / Klubowe Mistrzostwa Polski 2014 - Śrem, 28-29 czerwca 2014r.
- Liga III / Klubowe Mistrzostwa Polski 2014 - Mielno, 28-29 czerwca 2014 r.

I Liga
1. Żywiecki Klub Boules- klubowy mistrz Polski 2014
2. Śremski Klub Petanque
3. OKS „Sokół" Wrocław
4. Myślenicki Klub Petanque
5. KS Petanque „Słowianka" Gorzów Wlkp.
6. KSP „BROEN-KARO" Dzierżoniów
7. UPKS „Bula" Kalonka Łódź
8. TS "Liskowiak" Lisków

II Liga
1. ŚKPP „Buler" Śrem
2. KS „Petanka" Wrocław
3. KS Petanque Jedlina-Zdrój
4. Dębickie Bractwo Kulkowe
5. SKF „Sudety Petanque" Boguszów-Gorce
6. Nyski Klub Petanque
7. Sekcja Pétanque przy SDM S-E w Katowicach
8. Jeleniogórski Klub Petanque

1. Klub Petanki Ciechan
2. Gdańskie Stowarzyszenie Petanque „Gdańskie Boule”
3. Śląski Klub Petanque CARBON
4. Uczniowski Klub Sportowy „TROIS BOULES" Warszawa Targówek
5. Chojnickie Towarzystwo Polsko-Francuskie – 2
6. Białostocki Klub Petanque

### 2013
Organizacja Ligi w 2013 roku: 
- Klubowe Mistrzostwa Polski 2013 - Śrem, 29-30 czerwca 2013r

I Liga 
1. TS "Liskowiak" Lisków - klubowy mistrz Polski 2013
2. Żywiecki Klub Boules
3. KSP „BROEN-KARO" Dzierżoniów
4. Myślenicki Klub Petanque
5. KS Petanque „Słowianka" Gorzów Wlkp.
6. Śremski Klub Petanque
7. ŚKPP „Buler" Śrem
8. KS Petanque Jedlina-Zdrój

II Liga 
1. UPKS „Bula" Kalonka Łódź
2. OKS „Sokół" Wrocław
3. Dębickie Bractwo Kulkowe
4. KS „Petanka" Wrocław
5. Sekcja Pétanque przy SDM S-E w Katowicach
6. Nyski Klub Petanque
7. Śląski Klub Petanque CARBON
8. Klub Petanki Ciechan

III Liga (pobierz wyniki)
1. Jeleniogórski Klub Petanque
2. SKF „Sudety Petanque" Boguszów-Gorce
3. Warszawski Klub Gry W Petanque „ULE-BOULES"
4. Chojnickie Towarzystwo Polsko-Francuskie
5. Klub Petanque "Leszczynko"

### 2012
Rozgrywki wszystkich zespołów miały miejsce na bulodromach w Śremie. 
Stan lig po rozgrywkach w sezonie 2012
I Liga 
1. Żywiecki Klub Boules - klubowy mistrz Polski 2012
2. KSP „Słowianka” Gorzów Wielkopolski
3. TS Liskowiak Lisków
4. ŚKPP Buler Śrem
5. KSP Broen-Karo Dzierżoniów
6. Śremski Klub Petanque
7. Myślenicki Klub Petanque
8. KSP Jedlina-Zdrój

II Liga 
1. UPKS Bula-Kalonka Łódź
2. Sekcja Petanque przy Stowarzyszeniu Domu Miasta Saint-Etienne w Katowicach
3. Dębickie Bractwo Kulkowe
4. OKS „Sokół” Wrocław
5. KS „Petanka” Wrocław
6. KP „Ciechan” Ciechanów
7. ŚKP „Carbon” Katowice
8. Nyski Klub Petanque

III Liga A 
1. SKF „Sudety Petanque” Boguszów-Gorce
2. WKS „Sprint” Owidz
3. KS „Gdańskie Boule” Gdańsk
4. Chojnickie Towarzystwo Polsko-Francuskie
5. Ule Boules Warszawa

III Liga B 
1. L'Equipe Petanque Club B.O. Bytom Odrzański
2. Białostocki Klub Petanque
3. Jeleniogórski Klub Petanque
4. OS „Leszczynko” TKKF Leszno
5. ŁSSP „Synergy” Łódź

### 2011
Rozgrywki wszystkich zespołów miały miejsce na bulodromach w Śremie. 
Liga Polskiej Federacji Petanque po rozgrywkach w sezonie 2011:
I Liga 
1. TS Liskowiak Lisków - klubowy mistrz Polski 2011
2. Żywiecki Klub Boules
3. UPKS Bula-Kalonka Łódź
4. KSP „Słowianka” Gorzów Wielkopolski
5. Śremski Klub Petanque
6. KSP Broen-Karo Dzierżoniów
7. ŚKPP Buler Śrem
8. Sekcja Petanque przy Stowarzyszeniu Domu Miasta Saint-Etienne w Katowicach

II Liga
1. KSP Jedlina-Zdrój
2. Myślenicki Klub Pétanque
3. OKS „Sokół” Wrocław
4. KS „Petanka” Wrocław
5. L'Equipe Petanque Club B.O. Bytom Odrzański
6. Dębickie Bractwo Kulkowe
7. SKF „Sudety Petanque” Boguszów-Gorce
8. KP „Ciechan” Ciechanów

III Liga
1. Chojnickie Towarzystwo Polsko-Francuskie
2. Jeleniogórski Klub Petanque
3. WKS „Sprint” Owidz
4. KS „Gdańskie Boule” Gdańsk
5. Białostocki Klub Petanque
6. OS „Leszczynko” TKKF Leszno

Pozycja rankingowa klubu EKS „Kolektyw” Radwanice (w sezonie 2010 II liga) i Ule Boules Warszawa (w sezonie 2010 III Liga) nie została określona. Obydwa kluby w roku 2011 nie przystąpiły do rozgrywek w Klubowych Mistrzostwach Polski.

## Najlepsze Kluby w Polsce
- 2012 r. Żywiecki Klub Boules
- 2011 r. TS Liskowiak Lisków
- 2010 r. Żywiecki Klub Boules
- 2009 r. KSP Broen-Karo Dzierżoniów
- 2008 r. Żywiecki Klub Boules
- 2007 r. KSP Broen-Karo Dzierżoniów
- 2006 r. Żywiecki Klub Boules
- 2005 r. Żywiecki Klub Boules / KSP Broen-Karo Dzierżoniów
- 2004 r. Żywiecki Klub Boules

Klubowy Mistrz Polski reprezentuje Polskę na Klubowych Mistrzostwach Europy w petanque.

### Strony pierwszoligowych klubów pétanque w Polsce w roku 2011
- Żywiecki Klub Boules - Klubowy Mistrz Polski 2012
- TS Liskowiak Lisków (Strona Starostwa Powiatowego w Kaliszu)
- KS „Słowianka” Gorzów Wielkopolski. slowianka.pl. [zarchiwizowane z tego adresu (2011-08-23)].
- ŚKPP Buler Śrem
- KSP „Broen Karo” Dzierżoniów
- Śremski Klub Petanque
- Myślenicki Klub Petanque. petanque.myslenice.pl. [zarchiwizowane z tego adresu (2012-09-18)].
- KSP Jedlina-Zdrój (podstrona klubu w serwisie petanque.net.pl)